# لي هاي إن (مغنية)
لي هاي إن (هانغل: 이해인; هانجا: 李海印) هي مغنية وممثلة كورية جنوبية. ولدت في 4 يوليو 1994 في ماسان، كوريا الجنوبية.

## ديسكغرفي

### الفردي
| سنة  | عنوان                            | ألبوم                                 |
| ---- | -------------------------------- | ------------------------------------- |
| 2016 | "أريدك بشدة" (مع بايك سونغ-هيون) | 1٪ من أي شيء خارج الخدمة [الإنجليزية] |
| 2016 | "تتخلل"                          | جنية رفع الأثقال كيم بوك جو           |

### كفنانة مميزة
| سنة  | لقب                                                                                               | البوم                         |
| ---- | ------------------------------------------------------------------------------------------------- | ----------------------------- |
| 2013 | "겨울 고백 (جيلي كريسماس 2013) كـ Little Sister (مع فيكس وسونغ سي كيونغ وبارك هيو شينو سو إن غك ) | جيلي عيد الميلاد [الإنجليزية] |

## فيلموغرافيا

### مسلسلات تلفزيونية
| تاريخ | عنوان          | دور   | قناة |
| ----- | -------------- | ----- | ---- |
| 2016  | أنتج 101       | نفسها | إمنت |
| 2016  | إله الموسيقى 2 | نفسها | إمنت |
| 2016  | مرحبا IBI      | نفسها | JTBC |
| 2017  | مدرسة المعبود  | نفسها | إمنت |

### الدراما التليفزيونية
| تاريخ | عنوان                 | دور         | فناة     | ملاحظة        |
| ----- | --------------------- | ----------- | -------- | ------------- |
| 2016  | شيء حوالي 1 في المائة | سو جونغ     | دراماكس  | الدور المساعد |
| 2017  | رومانسيتي السرية      | جانغ اون بي | أو سي إن | الدور المساعد |

## روابط خارجية
- لي هاي إن على موقع ميوزك برينز (الإنجليزية)
- لي هاي إن على موقع ديسكوغز (الإنجليزية)